# Juan Solano
Pour les articles homonymes, voir Solano.
Juan Solano (Né à Archidona dans le Royaume de Castille en 1505 – Décédé à Rome, États pontificaux, le 19 février 1580) est un prêtre dominicain espagnol et second évêque de Cuzco. 

## Biographie
Après des études à l'Université de Salamanque, Juan Solano demande à entrer dans l'Ordre des dominicains en 1524. Pendant près de 20 ans il occupe différentes fonctions en Espagne dont celle de prieur du couvent Saint Dominique à Peñafiel avant que l'Empereur Charles Quint ne le recommande pour devenir évêque de Cuzco. Sans attendre la confirmation papale et sans même avoir reçu la consécration épiscopale, il embarque en 1543 pour le Pérou avec le nouvellement choisi vice-roi Blasco Núñez Vela. Le voyage jusqu'à Lima prendra un an.
En raison de la rébellion du conquistador Gonzalo Pizarro mécontent de la nomination d'un vice-roi pour le Pérou, Juan Solano ne peut immédiatement se rendre à Cuzco et prendre possession de son siège. Il lui faut attendre que l'armée loyaliste reprenne le contrôle de la situation pour qu'il puisse enfin se rendre dans la ville en novembre 1545 et être finalement consacré évêque le 24 octobre 1546 par Jerónimo de Loayza, l'archevêque nouvellement élevé de Lima. En raison de sa loyauté envers le roi et le vice-roi, Solano doit néanmoins quitter la ville après la bataille de Huarina en 1547 qui vit pour un temps la victoire d'un autre conquistador Francisco de Carvajal sur les troupes loyalistes. Ce sera seulement à la suite de la Bataille de Jaquixahuana, bataille déterminante dans la lutte pour le pouvoir au Pérou, et qui assurera la victoire définitive des troupes loyalistes sur la rébellion qu'il pourra finalement s'occuper pleinement de son diocèse. 
En tant qu'évêque, Juan Solano se présente comme un ardent défenseur des droits des Péruviens indigènes. Avec l'argent confisqué aux conquistadors vaincus il peut construire l'hôpital de San Lázaro. Cet hôpital, achevé en 1552, peut être considéré comme le premier du genre au Pérou. C'est lui qui posa les fondations de l'actuelle cathédrale de Cuzco. En 1547 il consacre évêque García Díaz Arias, premier évêque de Quito ainsi que Martín de Calatayud, troisième évêque de Santa Marta.
En 1560 il retourne en Espagne désirant obtenir un engagement ferme du roi afin de pouvoir prendre les mesures nécessaires pour protéger les indigènes dans son diocèse. Ayant échoué à se faire entendre il se rend à Rome espérant convaincre le pape Pie IV de s'exprimer dans son sens. Une fois de plus, il échoue. Eprouvé par son échec il préfère démissionner de sa charge d'évêque en 1562. Sa démission acceptée il se retire au couvent dominicain de Santa Maria sopra Minerva à Rome. Il participe alors à la réforme du Collège saint Thomas d'Aquin, collège qui deviendra ensuite l'Université pontificale Saint-Thomas-d'Aquin, communément appelée l'Angelicum.